# La Casa de las Flores (serie de televisión)
La Casa de las Flores es una serie web de comedia dramática mexicana, creada por Manolo Caro para Netflix. La serie se estrenó mundialmente el 10 de agosto de 2018 en el servicio de streaming de Netflix.Fue producida por Woo Films, Noc Noc Cinema y Netflix.
La trama gira en torno a una próspera floristería familiar, que desprende mucha felicidad y unión entre los que la componen. Pero detrás de esta exitosa fachada del negocio, existen muchos secretos disfuncionales ocultos. La serie aborda temas como la bisexualidad, la transexualidad, la infidelidad y la adicción a las drogas.

La primera temporada de 13 episodios se lanzó el 10 de agosto de 2018. El 9 de octubre de 2018, Netflix renovó la serie para una segunda y tercera temporada a estrenarse en 2019 y 2020, respectivamente; Verónica Castro  había dejado el elenco antes de que se renovara el programa y no aparece en la segunda temporada. La temporada 2 se estrenó el 18 de octubre de 2019 y la temporada 3 el 23 de abril de 2020. Un especial llamado "La Casa de las Flores Presenta: El Funeral" se estrenó el 1 de noviembre de 2019. La primera temporada se desarrolla exclusivamente en México, mientras que la segunda temporada también presenta escenas en Madrid, y el funeral especial tiene una escena ambientada en la frontera entre Texas y México.
Contiene varios personajes principales de la comunidad LGBT+, con episodios que analizan la homofobia y la transfobia internalizadas. Visto como satirizante del género de telenovelas del que mantiene elementos, también subvierte las representaciones estereotipadas de raza, clase, sexualidad y moralidad en México. Su género ha sido descrito como una nueva creación, la "telenovela millenial", una etiqueta apoyada por Caro y Suárez.
El programa fue muy bien recibido, y también ganó varios elogios. Cecilia Suárez y su personaje, Paulina de la Mora, han sido especialmente elogiadas; la voz del personaje ha sido objeto de popularidad y discusión, lo que lleva a su uso para la comercialización del programa. Los aspectos del espectáculo se han comparado con el trabajo de Pedro Almodóvar, y ha sido analizado por varios estudiosos, incluido Paul Julian Smith.

## Argumento

### Temporada 1
La casa de las flores se desenvuelve en torno a varias generaciones de la familia De la Mora, que ha conseguido un aparente éxito gracias a su próspera florería. Todo parece idílico para los De la Mora hasta que se encuentran con el cadáver de la amante (Claudette Maillé) de Ernesto (Arturo Ríos), el padre de familia. Resulta que Ernesto había tenido una hija con ella, de modo que él decide llevarla a vivir con el resto de su familia.
A raíz de este detonante, el paisaje florido, hermoso y kitsch de la floristería revelará lo que tiene por debajo: toda una maraña de mentiras, secretos y disfuncionalidades que la matriarca de la familia, Virginia de la Mora (Verónica Castro), tratará de ocultar de nuevo. No obstante, toda su progenie parece tener una tendencia innata hacia la corrupción y las actitudes que podrían manchar la fachada de normalidad y perfección que ella siempre se ha esforzado por mantener.

### Temporada 2
Un año más tarde de la partida de Virginia  (Verónica Castro)  y la venta de la florería, los De la Mora tratarán de ponerse de pie y afrontar la muerte de la matriarca, hecho que viene a desencadenar una serie de secretos que llevarán a la familia al borde del colapso. Una secta, la reapertura del cabaret, una nueva integrante, el regreso de Diego y la lucha inalcanzable de Paulina por recuperar el patrimonio familiar son las pruebas más grandes que los De la Mora tendrán que atravesar, sumado a la sorpresa del día en que se desvela el testamento de Virginia.

### Temporada 3
Mientras Paulina (Cecilia Suárez) sobrevive en prisión, Elena (Aislinn Derbez) sigue postrada en cama, la madre de Virginia, Victoria (Isela Vega) se apodera de la casa, y Diego (Juan Pablo Medina) y Julián (Dario Yazbek Bernal) ven su relación amenazada por ideas conservadoras. La temporada se adentra en el pasado 40 años atrás, donde se revelan los orígenes del círculo de amistad de Virginia (Isabel Burr), Ernesto (Tiago Correa), Salomón (Javier Jattin), Carmela (Ximena Sariñana) y Pato (Christian Chávez), así como los oscuros secretos y crímenes que persiguen a los miembros de la familia en la actualidad.

## Reparto
| Actriz / Actor         | Personaje                             | Temporadas             |                        |                        |                        |                        |           |
| Actriz / Actor         | Personaje                             | 1                      | 2                      | El Funeral             | 3                      | Película               |           |
| Personajes principales | Personajes principales                | Personajes principales | Personajes principales | Personajes principales | Personajes principales | Personajes principales |           |
| ---------------------- | ------------------------------------- | ---------------------- | ---------------------- | ---------------------- | ---------------------- | ---------------------- | --------- |
| Verónica Castro        | Virginia Aguirre de la Mora           | Principal              | [ nota 1 ]             | [ nota 1 ]             | [ nota 1 ]             | [ nota 1 ]             |           |
| Isabel Burr            | Virginia Aguirre de la Mora           | [ nota 2 ]             | [ nota 2 ]             | [ nota 2 ]             | Principal              | Principal              |           |
| Cecilia Suárez         | Paulina de la Mora Aguirre            | Principal              | Principal              | Principal              | Principal              | Principal              |           |
| Aislinn Derbez         | Elena de la Mora Aguirre              | Principal              | Principal              | Principal              | Principal              | Principal              |           |
| Darío Yazbek           | Julián de la Mora Aguirre             | Principal              | Principal              | Principal              | Principal              | Principal              |           |
| Juan Pablo Medina      | Diego Olvera                          | Principal              | Principal              | Principal              | Principal              | Principal              |           |
| Arturo Ríos            | Ernesto de la Mora                    | Principal              | Principal              | Invitado               | Principal              |                        |           |
| Tiago Correa           | Ernesto de la Mora                    | [ nota 2 ]             | [ nota 2 ]             | [ nota 2 ]             | Principal              | Principal              |           |
| Paco León              | María José/José María Riquelme Torres | Principal              | Principal              | Principal              | Principal              | Principal              |           |
| Norma Angélica         | Delia                                 | Principal              | Principal              | Invitada               | Principal              | Principal              |           |
| Maya Mazariegos        | Delia                                 |                        |                        |                        | Recurrente             |                        |           |
| Lucas Velázquez        | Claudio Navarro                       | Principal              | Principal              | Invitado               | Principal              |                        |           |
| Sheryl Rubio           | Lucía Dávila                          | Principal              | Principal              | Invitada               |                        |                        |           |
| Verónica Langer        | Carmela "Carmelita" Villalobos        | Principal              | Principal              | Invitada               | Principal              |                        |           |
| Ximena Sariñana        | Carmela "Carmelita" Villalobos        |                        |                        |                        | Principal              | Principal              |           |
| David Ostrosky         | Dr. Salomón "Salo" Cohen              | Principal              | Principal              | Invitado               | Principal              | Principal              |           |
| Javier Jattin          | Dr. Salomón "Salo" Cohen              | [ nota 2 ]             | [ nota 2 ]             | [ nota 2 ]             | Principal              | Principal              |           |
| Sawandi Wilson         | Dominique Shaw                        | Principal              |                        | Invitado               |                        |                        |           |
| Claudette Maillé       | Roberta Sánchez                       | Principal              | Principal              | Invitada               | Recurrente             |                        |           |
| Luis de la Rosa        | Bruno Riquelme de la Mora             | Principal              | Principal              | Invitado               | Principal              | Principal              |           |
| Alexa de Landa         | Micaela Sánchez                       | Principal              | Principal              | Invitada               | Principal              |                        |           |
| Anabel Ferreira        | Celeste                               |                        | Principal              |                        |                        |                        |           |
| Natasha Dupeyrón       | Ana Paula "La Chiquis" Corcuera       | Recurrente             | Principal              | Invitada               | Principal              |                        |           |
| Paco Rueda             | Agustín Jr. "El Chiquis" Corcuera     | Recurrente             | Principal              | Invitado               | Principal              | Principal              |           |
| Eduardo Rosa           | Alejandro "Alejo" Salvat              |                        | Principal              |                        | Principal              |                        |           |
| Flavio Medina          | Simón                                 |                        | Principal              |                        | Invitado               |                        |           |
| Loreto Peralta         | Rosita                                |                        | Principal              |                        | Principal              |                        |           |
| Mariana Treviño        | Jennifer "Jenny" Quetzal              |                        | Principal              |                        | Recurrente             |                        |           |
| María León             | Purificación "Puri" Riquelme Torres   |                        | Recurrente             |                        | Principal              |                        |           |
| Isela Vega             | Victoria Aguirre                      |                        | Invitada               |                        | Principal              |                        |           |
| Rebecca Jones          | Victoria Aguirre                      |                        |                        |                        | Principal              |                        |           |
| Christian Chávez       | Patricio "Pato" Lascurain             |                        |                        |                        | Principal              | Principal              |           |
| Cristina Umaña         | Kim                                   |                        |                        |                        | Principal              |                        |           |
| Emilio Cuaik           | Agustín Corcuera                      |                        |                        |                        | Principal              | Principal              |           |
| Angélica María         | Esperanza Cohen                       |                        |                        |                        |                        | Principal              | Principal |
| Tessa Ía               | Esperanza Cohen                       |                        |                        |                        |                        | Principal              | Principal |

## Episodios
| Temporada | Temporada            | Episodios            | Emisión                 |
| --------- | -------------------- | -------------------- | ----------------------- |
|           | 1                    | 13                   | 10 de agosto de 2018    |
|           | 2                    | 9                    | 18 de octubre de 2019   |
|           | Especial: El Funeral | Especial: El Funeral | 01 de noviembre de 2019 |
|           | El Especial de TV    | El Especial de TV    | 20 de abril de 2020     |
|           | 3                    | 11                   | 23 de abril de 2020     |

### Primera temporada
La primera temporada completa de 13 episodios se lanzó en Netflix el 10 de agosto de 2018. 
| N.º | Título                           | Dirigido por | Escrito por                                   | Fecha de lanzamiento original |
| --- | -------------------------------- | ------------ | --------------------------------------------- | ----------------------------- |
| 1   | «Narciso (Símb. mentira)»        | Manolo Caro  | Manolo Caro                                   | 10 de agosto de 2018          |
| 2   | «Crisantemo (Símb. dolor)»       | Manolo Caro  | Gabriel Nuncio                                | 10 de agosto de 2018          |
| 3   | «Lirio (Símb. libertad)»         | Manolo Caro  | Monika Revilla                                | 10 de agosto de 2018          |
| 4   | «Petunia (Símb. resentimiento)»  | Manolo Caro  | Mara Vargas                                   | 10 de agosto de 2018          |
| 5   | «Dalia (Símb. gratitud)»         | Manolo Caro  | Gabriel Nuncio                                | 10 de agosto de 2018          |
| 6   | «Magnolia (Símb. dignidad)»      | Manolo Caro  | Monika Revilla                                | 10 de agosto de 2018          |
| 7   | «Peonía (Símb. vergüenza)»       | Manolo Caro  | Manolo Caro                                   | 10 de agosto de 2018          |
| 8   | «Bromelia (Símb. resiliencia)»   | Manolo Caro  | Mara Vargas                                   | 10 de agosto de 2018          |
| 9   | «Tulipán (Símb. esperanza)»      | Manolo Caro  | Gabriel Nuncio                                | 10 de agosto de 2018          |
| 10  | «Tussilago (Símb. preocupación)» | Manolo Caro  | Monika Revilla & Mara Vargas & Gabriel Nuncio | 10 de agosto de 2018          |
| 11  | «Orquídea (Símb. lujuria)»       | Manolo Caro  | Monika Revilla                                | 10 de agosto de 2018          |
| 12  | «Eríssimo (Símb. adversidad)»    | Manolo Caro  | Mara Vargas                                   | 10 de agosto de 2018          |
| 13  | «Amapola (Símb. resurrección)»   | Manolo Caro  | Manolo Caro                                   | 10 de agosto de 2018          |

### Segunda temporada
Se estrenó el 18 de octubre de 2019.
| N.º | Título                          | Dirigido por                | Escrito por             | Fecha de lanzamiento original |
| --- | ------------------------------- | --------------------------- | ----------------------- | ----------------------------- |
| 1   | «Rosa (Símb. unidad)»           | Manolo Caro                 | Manolo Caro             | 18 de octubre de 2019         |
| 2   | «Iris (Símb. fe)»               | Manolo Caro                 | Mara Vargas             | 18 de octubre de 2019         |
| 3   | «Loto (Símb. misterio)»         | Manolo Caro y Alberto Belli | Gabriel Nuncio          | 18 de octubre de 2019         |
| 4   | «Almendra (Símb. despertar)»    | Alberto Belli               | Hipatia Argüero Mendoza | 18 de octubre de 2019         |
| 5   | «Acacia (Símb. amor secreto)»   | Santiago Limón              | Alexandro Aldrete       | 18 de octubre de 2019         |
| 6   | «Clavel (Símb. caprichosa)»     | Yibrad Asuad                | Hipatia Argüero Mendoza | 18 de octubre de 2019         |
| 7   | «Geranio (Símb. consejo)»       | Yibrad Asuad                | Gabriel Nuncio          | 18 de octubre de 2019         |
| 8   | «Heliconia (Símb. fertilidad)»  | Manolo Caro                 | Alexandro Aldrete       | 18 de octubre de 2019         |
| 9   | «Pensamiento (Símb. reflexión)» | Manolo Caro                 | Manolo Caro             | 18 de octubre de 2019         |

### Especiales
En el Día de Muertos (1 de noviembre) de 2019, se lanzó un episodio especial sorpresa que muestra el funeral de Virginia, después de que las referencias al evento hasta la temporada 2 fueron populares entre los espectadores. Este episodio también conecta otros puntos de la trama de la segunda temporada. El episodio del funeral se lanzó como un especial separado de la colección de la serie principal en Netflix, que figura como una película.
| N.º | Título                                                       | Dirigido por | Escrito por | Fecha de lanzamiento original |
| --- | ------------------------------------------------------------ | ------------ | ----------- | ----------------------------- |
| 1   | «El funeral»                                                 | Manolo Caro  | Mara Vargas | 1 de noviembre de 2019        |
| 2   | «Netflix presenta: La casa de las flores, el Especial de TV» | Manolo Caro  | —           | 20 de abril de 2020           |

### Tercera temporada
Se estrenó el 23 de abril de 2020.
| N.º | Título                        | Dirigido por                               | Escrito por                                     | Fecha de lanzamiento original |
| --- | ----------------------------- | ------------------------------------------ | ----------------------------------------------- | ----------------------------- |
| 1   | «Petunia (Símb. Picardia)»    | Manolo Caro                                | Manolo Caro y Mara vargas jackson               | 23 de abril de 2020           |
| 2   | «Girasol (Símb. poder )»      | Manolo Caro, Yibran Asuad y Gabriel Nuncio | Mara Vargas, Alexandro Aldrete y Gabriel Nuncio | 23 de abril de 2020           |
| 3   | «Yerbera (Símb. Primer Amor)» | Manolo Caro, Gabriel Nuncio y Yibran Asuad | Alexandro Aldrete                               | 23 de abril de 2020           |
| 4   | «Malva (Símb. ambición)»      | Yibran Asuad, Manolo Caro y Gabriel Nuncio | Gabriel Nuncio                                  | 23 de abril de 2020           |
| 5   | «Azalea (Símb. Y Templanza)»  | Manolo Caro                                | Hipatia Arguero y Kim Torres                    | 23 de abril de 2020           |
| 6   | «Betonica (Símb. Sorpresa)»   | Manolo Caro y Yibran Asuad                 | Hipatia Arguero                                 | 23 de abril de 2020           |
| 7   | «Trébol (Símb. venganza)»     | Yibran Asuad                               | Hipatia Arguero                                 | 23 de abril de 2020           |
| 8   | «Eleoboro (Símb. Escándalo)»  | Yibram Asuad, Manual Caro y Gabriel Nuncio | Gabriel Nuncio                                  | 23 de abril de 2020           |
| 9   | «Jacinto (Símb. celos)»       | Yibram Asuad, Manual Caro y Gabriel Nuncio | Alexandro Aldrete                               | 23 de abril de 2020           |
| 10  | «Helenio (Símb. lagrimas)»    | Yibran Asuad                               | Mara Vargas Jackson                             | 23 de abril de 2020           |
| 11  | «Laurel (Símb. Gloria)»       | Manolo Caro                                | Manolo Caro                                     | 23 de abril de 2020           |

## Producción

### Temas y desarrollo

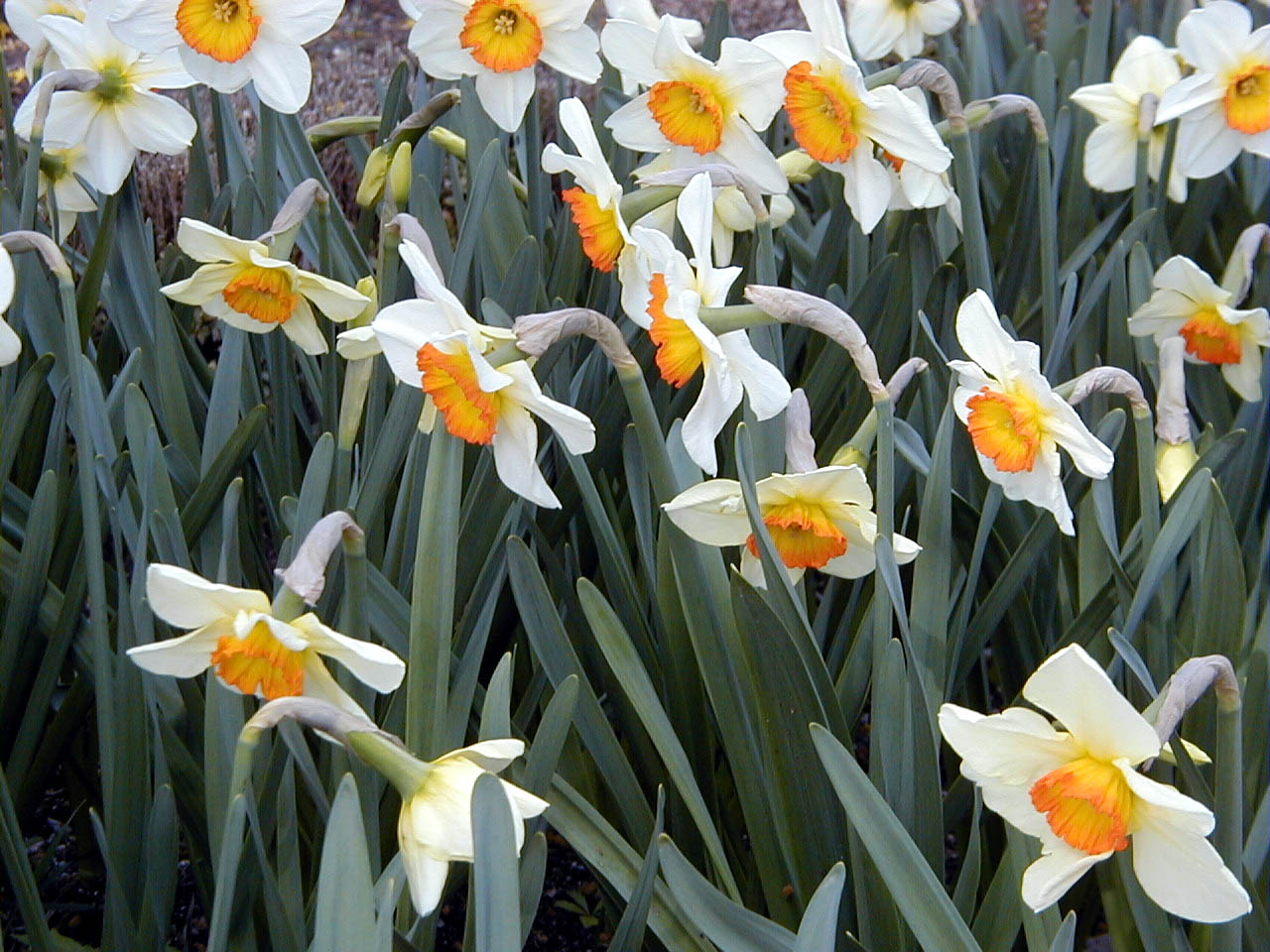
Las flores de narciso; simbolizan la mentira, representan el título del primer episodio del programa.

En enero de 2017, Netflix confirmó el comienzo de la producción de la serie.
Temáticamente, el programa explora algunos problemas culturales dentro de la sociedad mexicana, incluido el racismo casual y la homofobia y la diversidad de clases del país, con los establecimientos contrastantes de la Casa de las Flores utilizados para ilustrar las divisiones socioeconómicas y raciales en Ciudad de México de hoy en día, y para introducir discusiones sobre la ética detrás del dinero.
Más allá de estos temas, el programa está impulsado por el concepto general de familia, con [la actriz] Suárez diciendo que continúa siendo el foco principal durante la segunda temporada. Juego de series ha sugerido que el programa también se enfoca en la idea de que las cosas mantenidas en secreto no son necesariamente tan malas como el guardián del secreto cree que son. Sobre el tema de la fachada social, Suárez ha dicho que "las mentiras son un elemento recurrente en todo el trabajo de Manolo [Caro] desde su primer corto. La idea de pretender ser una cosa y decir otra es algo que lo obsesiona". La segunda temporada también incluye discusiones más complejas sobre el sexo. 
El uso de la música también se convirtió en una presencia más física en la segunda temporada, con Caro explicando: "Fue una evolución, en la primera temporada y sin darse cuenta, estas listas de reproducción fueron creadas y realmente captaron mi atención independientemente de las canciones que tenían, me preguntaron qué canciones escuchaba cuando escribía, y nos ayudó a ser creativos en la sala de escritores ".  Una de las opciones musicales condujo a un homenaje accidental; en el final de la temporada 2, Alexa de Landa como Micaela interpreta una versión de la canción de José José "El Triste", y José murió poco antes del lanzamiento de la temporada, en septiembre de 2019.
En 2019, parte de la producción se trasladó a la nueva sede de Netflix en Madrid, con un desarrollo dividido entre España y México.

### Casting y caracterización

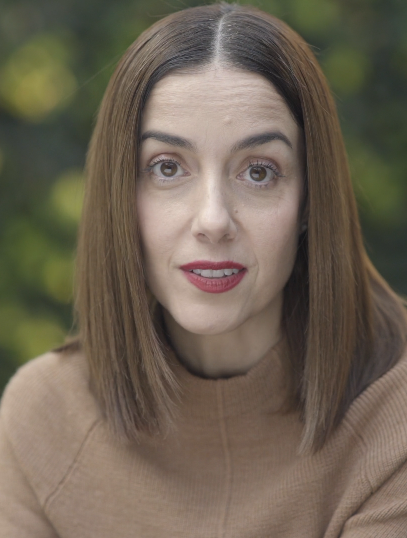
Cecilia Suárez interpreta al personaje principal, Paulina de la Mora, personaje favorito de la crítica y del público, miembro de la cultura pop, además de ser la protagonista de la serie a partir de la segunda temporada.

La serie es escrita y dirigida por el escritor mexicano Manolo Caro, protagonizada por Verónica Castro, Cecilia Suárez, Aislinn Derbez, Darío Yazbek Bernal y Sheryl Rubio, seguidos por Paco León, Sawandi Wilson, Juan Pablo Medina, Arturo Ríos, Claudette Maillé, Lucas Velázquez, Sofía Sisniega y Luis de la Rosa. Es la tercera producción de Series originales de Netflix de México después de Club de Cuervos y Ingobernable. En agosto de 2018, la actriz mexicana Verónica Castro dijo que no volvería a interpretar el papel de Virginia para futuras temporadas potenciales porque sintió que "el viaje de este personaje ha terminado". El creador Manolo Caro confirmó una semana después que Castro había terminado con su personaje en la serie, que se centraría en los niños de la Mora si se producía otra temporada.
El casting de Verónica Castro, conocida como "realeza de la telenovela mexicana", fue visto por Manuel Betancourt como un verdadero logro por parte del creador Manolo Caro, quien en realidad estaba "sacándola de su retiro" para hacer el programa. Castro ha dicho que no sabía que su personaje sería una fumadora de marihuana cuando asumió el papel, y aunque no le gustaban algunas partes del personaje, sus hijos la alentaron a continuar con el programa. También ha dicho que volver a actuar en un programa le ayudó a su salud mental.
Cecilia Suárez había actuado en muchas otras obras creadas por Caro antes de interpretar a Paulina. El personaje ha sido criticado por encajar perfectamente en el programa porque tiene "una personalidad que justifica pasar del drama a la comedia involuntaria", y la misma crítica sugiere que Suárez tuvo que "abandonar su zona de confort" para interpretar a Paulina, pero lo hace con éxito. Caro ha dicho que pensaba que Paulina se estaría "polarizando" cuando la escribiera, que la gente la amaría o la odiaría, sin esperar la popularidad que recibió. El concepto de segundas oportunidades es la "columna vertebral" del personaje de Paulina, según Suárez, quien dijo que Caro se preocupó por este concepto durante las dos primeras temporadas. Al emitirse la segunda temporada del programa, Vogue describió a Suárez como "la nueva reina de la telenovela".
El actor cisgénero Paco León, que interpreta a la mujer trans María José Riquelme, dijo que la intención del programa con su personaje era "sacar a este personaje de la percepción estereotípica, en un sentido que crearía un diálogo saludable sobre temas LGBTQ al proporcionar una imagen positiva de una mujer trans", y agregó que era importante para la producción y que esperan que el personaje de María José haya logrado sus intenciones. También dijo que no está seguro de por qué la producción no eligió a una actriz trans, pero quería honrar el papel y sintió que su trabajo como actor es poder interpretar cualquier papel, sin pisar los pies de las actrices trans para quienes pensó que sería una oportunidad para ser escuchado. Hubo cierta controversia en torno al casting, que León dijo que entendió y que no quería pelear, aunque recibió un mensaje de apoyo de la actriz trans Daniela Vega durante este período. Caro ha dicho que primero pensó en León para el papel debido al trabajo del propio actor para crear más visibilidad y oportunidades para las personas LGBT + en el entretenimiento. Después de que se emitió el programa, se informó que las personas transgénero se habían entusiasmado con el personaje, y particularmente con su frase: "Tuve un cambio de sexo, no de corazón". Aunque la representación de León fue aceptada, el actor ha dicho que no aceptará más roles trans para promover a más actores trans, sino que continuará como María José en el programa.
Con respecto a tener un personaje transgénero en general, el creador Caro dijo que está "comprometido con el problema porque es hora de normalizarlo", y que cree que los medios deben "desmitificar" a las personas reales de los estereotipos LGBT+. León también comentó sobre el uso de la caracterización de María José, siendo ella una mujer trans, como parte del arco narrativo del programa, diciendo que "[ella] pasa por el rechazo que recibe, pero a lo largo de la serie te das cuenta de que ella es la más cuerdo y centrado, es emocionalmente más estable, su equilibrio mental es mayor que el del resto de la familia. Así es como descubres que los personajes que aparentemente tienen una vida perfecta y son socialmente aceptados son los que tienen más problemas emocionales ".

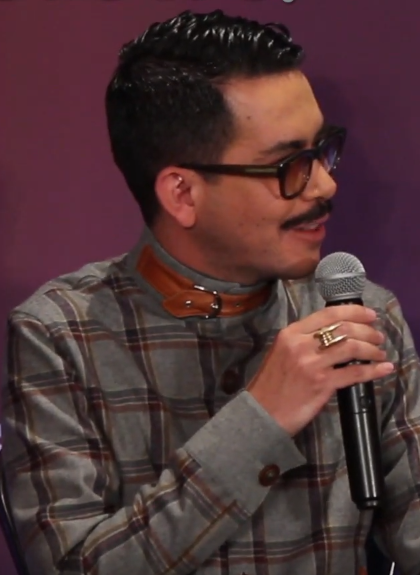
Manolo Caro, creador y director del programa.

En una entrevista, León dijo que estaba entusiasmado cuando le ofrecieron el papel, que "se afeitó las piernas y comenzó a ser María José", volando a México de inmediato; sin embargo, lamentaba tener que afeitarse la cara todos los días y tomar analgésicos para lidiar con el uso de sostenes y tacones. En cuanto a su enfoque para interpretar a María José, también afirmó que "dejó atrás la comedia" de cuando había interpretado personajes femeninos antes en el espectáculo de suplantación Homo Zapping, tratando el papel con seriedad. En octubre de 2019, León confirmó que aparecería en la temporada 3 del programa, bromeando que se estaba convirtiendo en el "cameo más largo de la historia"; se suponía que su papel sería un cameo de "solo quince minutos", discutido por primera vez en Una mención casual al encontrarse con Caro.
Para la temporada 2, la actriz María León fue elegida como Purificación Riquelme, la hermana de María José. El elenco fue elogiado por los medios españoles por usar a la verdadera hermana del actor de María José, lo que sugiere que más allá de parecerse, los hermanos tienen ojos de color claro muy notables y no habría tenido sentido elegir a alguien más cuando María León también es una consumada actriz.
El lanzamiento de la temporada 2 se anunció cuando comenzó a filmarse, primero el 5 de febrero con los miembros del elenco español María León, Eduardo Rosa como Alejo y Eduardo Casanova como Edu, y luego con actores mexicanos el 18 de febrero: Loreto Peralta como Rosita, Flavio Medina como Simón, Anabel Ferreira como Celeste y Mariana Treviño como Jenny Quetzal. Eduardo Rosa dijo sobre su personaje, que presentó una audición en video y fue invitado a Madrid para reunirse con Caro antes de haber leído el guion, pero le dijo a Caro que de todos modos lo amaba. David Chaviras también regresa como El Cacas en la temporada 2. Su personaje solo tuvo una la intención de aparecer una pequeña parte y no tenía la intención de regresar, pero se hizo popular entre los fanáticos debido a su carismática interacción con Paulina; Cacas obtuvo un papel más importante en la segunda temporada, así como una sala de reuniones que lleva su nombre en la sede de Netflix en México.
Después de haber trabajado con Caro y Suárez antes, Teresa Ruiz, quien aparece en la temporada 2, dice que el personaje de Marilú fue desarrollado para que ella tenga un papel en el programa. En una entrevista de 2019, Ruiz dice que le pidió a Caro algo más fácil cuando le propuso la escolta porque ella no había hecho comedia antes, pero se dejó influenciar por la determinación de Caro. Ruiz también dice que se pensó mucho en el mensaje del personaje, y que aunque el programa es cómico, cuando da discursos sobre los derechos de las jóvenes escoltas, pretende ser un diálogo sincero sobre todas las mujeres trabajadoras.
En noviembre de 2019, se anunció que el actor chileno Tiago Correa aparecería en la temporada 3, interpretando a un joven Ernesto. Anteriormente había aparecido en una fotografía con una joven Virginia en el episodio final de la temporada 2. Más adelante en ese mes, Caro confirmó las apariciones de más actores que regresaban para la tercera temporada a través de una serie de publicaciones en Instagram, y Rebecca Jones anunció que había sido agregada al elenco para la temporada 3 (Caro lo confirmó en enero de 2020). En diciembre de 2019, se informó que Christian Chávez estaba en la tercera temporada, en una función en la que el actor celebró que tener personajes homosexuales se estaba convirtiendo en la corriente principal. En febrero de 2020, Stephanie Salas anunció su participación en la tercera temporada, señalando que trabajó mucho con Jones. El 6 de marzo de 2020, mediante al primer teaser de la tercera temporada, se confirmó la participación de Isabel Burr como la versión joven de 1979 de Virginia De La Mora y al actor Javier Jattin como la versión joven de Salomón Cohen. En 2016, Burr interpretó a Verónica Castro en la serie Hasta que te conocí, en un episodio, alegando que no fue tarea fácil dar vida a una de las celebridades más queridas de México. La participación de Ximena Sariñana fue confirmada mediante el tráiler final de la tercera temporada, lanzado el 2 de abril, de igual modo, se confirmó la participación del conductor de Ventaneando, Pedro Sola como Henry, dueño de un bar en 1979 y amigo de Pato.
El elenco a lo largo de las tres temporadas del programa se caracterizó por tener parte de las actrices y actores más influyentes o conocidos de la televisión hispana, tal es el caso de la protagonista de la primera temporada Verónica Castro, una celebridad mexicana y la protagonista de la segunda y tercera temporada, Cecilia Suárez; las actrices Sheryl Rubio, Natasha Dupeyrón e Isabel Burr reconocidas en toda Latinoamérica por haber participado en series destinadas al público juvenil anteriormente; la cantante Ximena Sariñana y la primera actriz Isela Vega. Así mismo, varias celebridades llegaron a formar parte del programa como personajes invitados, tal es el caso del cantante Miguel Bosé y las actrices españolas Paz Vega y Leticia Dolera en el capítulo final del programa como el juez de la boda de María José y Paulina, la madre de Carmelita en 1980 y una testigo de la boda de María José y Paulina.

### Filmación
El rodaje para la serie comenzó el 24 de julio de 2017.
Una segunda y tercera temporada del programa se anunciaron en octubre de 2018, que se lanzarán en 2019 y 2020, respectivamente. El 19 de mayo de 2019 terminaron las filmaciones de la segunda temporada.

### Marketing
Por medio de las redes sociales del programa, el 14 de agosto de 2019, se anunció que el personaje de Verónica Castro, había fallecido; la producción del director Manolo Caro difundió la noticia como si fuera una persona real, utilizando el hashtag #QDEPVirginiadelaMora.

## Emisión
Un tráiler de la serie fue emitido el 12 de junio de 2018. La primera temporada completa de 13 episodios se lanzó en Netflix el 10 de agosto de 2018. El tráiler final del programa fue lanzado el 2 de abril de 2020.

## Recepción
Kayla Cobb de Decider llamó a La Casa de las Flores "la Desperate Housewives mexicana", y elogió "su disposición a ser sórdido". La serie recibió críticas positivas de Refinery29 y PopSugar, y Cecilia Suárez ha sido seleccionada y elogiada en repetidas ocasiones por su actuación como Paulina de la Mora. Brenden Gallagher de The Daily Dot llamó a la serie alegre y aventurera, pero observó que faltaba el desarrollo de algunos personajes y que el programa podría haber ido más lejos para desafiar los parámetros habituales del género de la telenovela.

## Premios y nominaciones
| Año  | Premio                                   | Categoría                                                          | Nominados                                                 | Resultado | Ref.   |
| ---- | ---------------------------------------- | ------------------------------------------------------------------ | --------------------------------------------------------- | --------- | ------ |
| 2019 | Premios de la Unión de Actores en España | Mejor actor en una producción internacional                        | Paco León                                                 | Nominado  | [ 57 ] |
| 2019 | Premios Platino                          | Mejor miniserie o teleserie cinematográfica iberoamericana         | Manolo Caro                                               | Nominado  | [ 58 ] |
| 2019 | Premios Platino                          | Mejor interpretación femenina en miniserie o teleserie             | Cecilia Suárez                                            | Ganadora  | [ 58 ] |
| 2019 | South by Southwest                       | Excelencia en diseño de título                                     | Maribel Martinez Galindo                                  | Nominada  |        |
| 2019 | Premios Produ                            | Mejor actriz en una serie, miniserie o telenovela                  | Verónica Castro                                           | Ganadora  | [ 59 ] |
| 2019 | Premios Produ                            | Mejor director de una serie, miniserie o telenovela                | Manolo Caro                                               | Ganador   | [ 59 ] |
| 2019 | Premios Produ                            | Mejor Showrunner en una serie, miniserie o telenovela              | Manolo Caro                                               | Nominado  | [ 59 ] |
| 2019 | Premios Produ                            | Mejor escritura de una serie, miniserie o telenovela               | Monika Revilla, Mara Vargas, Gabriel Nuncio y Manolo Caro | Nominados | [ 59 ] |
| 2019 | Premios Produ                            | Mejor cinematografía de una serie, miniserie o telenovela          | Pedro Gómez Millán                                        | Nominado  | [ 59 ] |
| 2020 | Premios de la Unión de Actores en España | Mejor actor en una producción internacional                        | Paco León                                                 | Nominado  |        |
| 2020 | Premios de la Unión de Actores en España | Mejor actriz en una producción internacional                       | María León                                                | Nominada  |        |
| 2020 | Premios Platino                          | Mejor interpretación femenina en miniserie o teleserie             | Cecilia Suárez                                            | Ganadora  | [ 60 ] |
| 2020 | Premios Platino                          | Mejor interpretación femenina de reparto en miniserie o teleserie  | Mariana Treviño                                           | Nominada  | [ 60 ] |
| 2020 | Premios Platino                          | Mejor interpretación masculina de reparto en miniserie o teleserie | Juan Pablo Medina                                         | Nominado  | [ 60 ] |
| 2020 | Premios Produ                            | Mejor apertura / títulos de programa                               | Manolo Caro                                               | Ganador   | [ 61 ] |
| 2021 | Premios Platino                          | Mejor interpretación femenina en miniserie o teleserie             | Cecilia Suárez                                            | Nominada  |        |